# Aliens Online
Aliens Online est un jeu vidéo de tir à la première personne développé par Mythic Entertainment et édité par GameStorm, sorti en 1998 sur Windows.

## Accueil
- GameSpot : 7,2/10[1]